# Ťie
Ťie (桀) byl poslední panovník čínské dynastie Sia.
Byl synem krále Fa a na trůn nastoupil v roce 1728 před naším letopočtem. Vládl v Čen-sünu a ve třináctém roce své vlády přesídlil do Che-nanu. Je líčen jako krutý tyran, který popravoval lidi za drobné prohřešky a který zemi zruinoval svým rozmařilým způsobem života. Stavěl nákladné paláce, potrpěl si na nákladné lahůdky dovážené ze vzdálených zemí, opíjel se vínem a pálenkou a pořádal orgie. V neřestném životě ho podporovala konkubína Mo Si, která měla ráda zvuk páraného hedvábí a za tuto její libůstku utrati Ťie mnoho státních financí. Jiným jejím nápadem bylo jezero plné vína, z něhož nařizovala poddaným pít a smála se těm, kdo při tom utonuli. Později však Mo Si panovníka omrzela a nahradil ji dvěma z dcer vládce Min-šanu.
Ťie vládl 52 let. Závěr jeho vlády byl poznamenán četnými přírodními katastrofami a hladomorem. Proti panovníkovi pak povstal Tchang, který ho porazil roku 1675 před naším letopočtem v bitvě u Ming-tchiao a poslal do vyhnanství. Tím byla založena nová dynastie Šang.
Existence panovníků dynastie Sia včetně Ťieho je historicky nedoložená, nejstarší zprávy o nich pocházejí z knihy Šu-ťing, která vznikla přibližně o tisíc let později. Příběh o vládci Ťie je vykládán jako podobenství toho, jak špatná vláda vede ke ztrátě mandátu nebes a pádu říše. Neúrodu za jeho panování vysvětluje věda jako následek sopečného výbuchu na ostrově Théra, po kterém následovala celosvětová vulkanická zima.